# Chitrellinae
Sous-famille
Synonymes
- Chitrinae Chamberlin, 1930
- Microcreagrellinae Beier, 1963

Les Chitrellinae sont une sous-famille de pseudoscorpions de la famille des Syarinidae.

## Distribution
Les espèces de cette sous-famille se rencontrent en Amérique du Nord, en Europe et en Asie.

## Liste des genres
Selon Pseudoscorpions of the World (version 3.0) :
- Aglaochitra Chamberlin, 1952
- Chitrella Beier, 1932
- Chitrellina Muchmore, 1996
- Hadoblothrus Beier, 1952
- Microcreagrella Beier, 1961
- Microcreagrina Beier, 1961
- Pararoncus Chamberlin, 1938
- Pseudoblothrus Beier, 1931

## Publication originale
- Beier, 1932 : Pseudoscorpionidea I. Subord. Chthoniinea et Neobisiinea. Tierreich, vol. 57, p. 1-258.